# Osnago

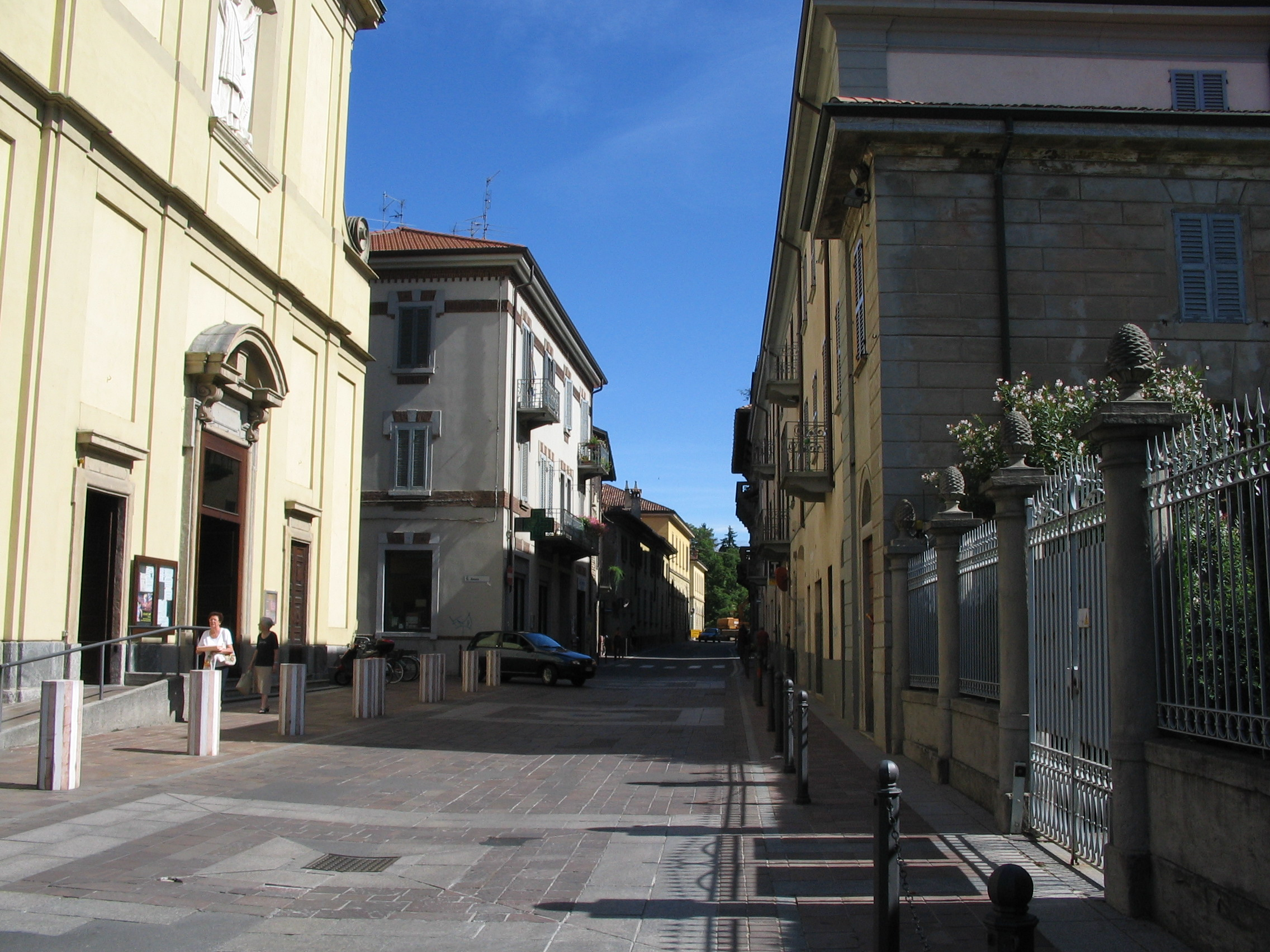
Osnago, via Roma

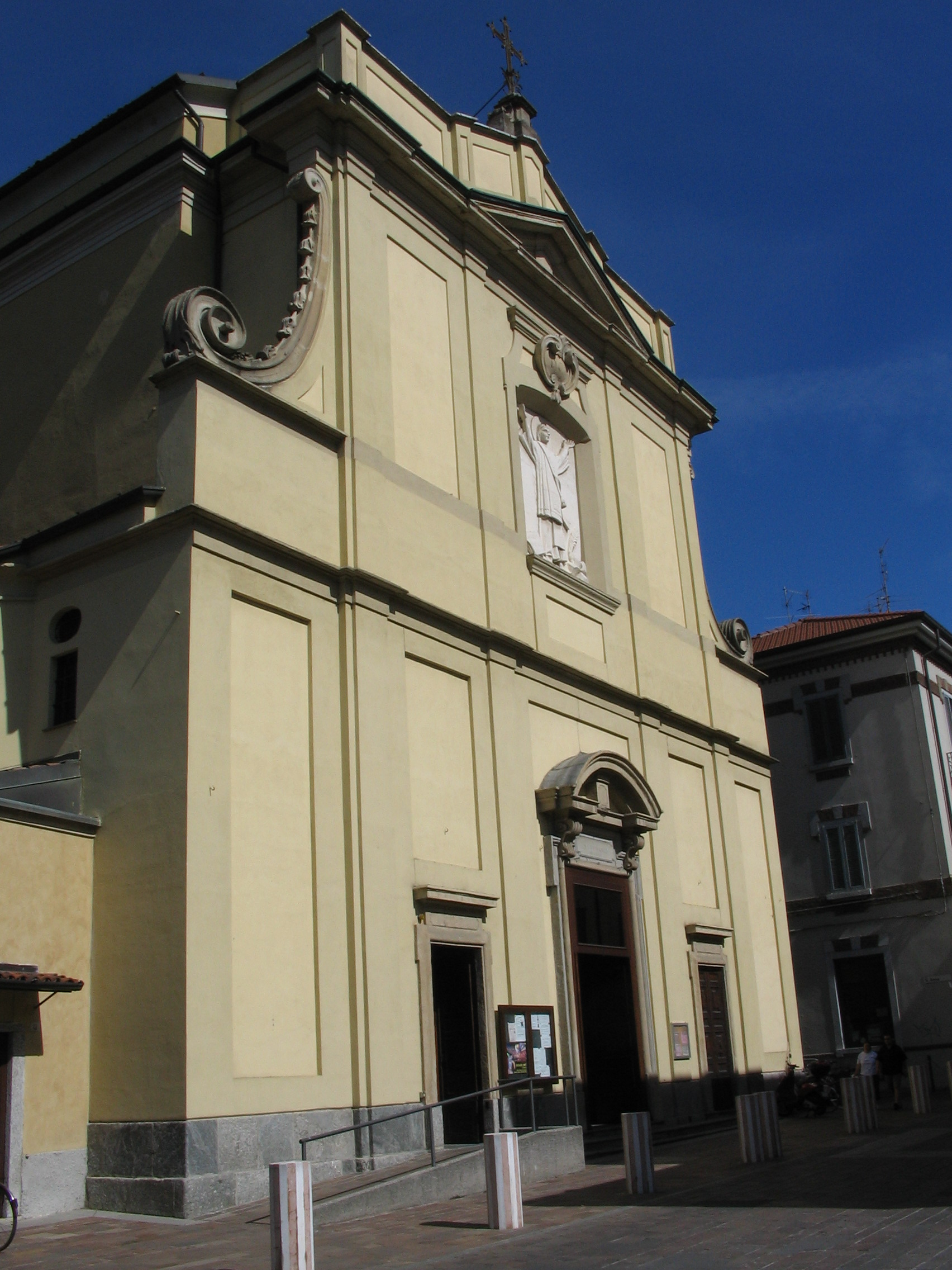
Kirche Santo Stefano

Osnago ist eine Gemeinde in der Provinz Lecco in der italienischen Region Lombardei mit 4712 Einwohnern (Stand 31. Dezember 2023).

## Geographie
Osnago ist von mehreren größeren Städten umgeben. Die Entfernung zur Provinzhauptstadt Lecco beträgt 22 Kilometer. Mailand ist 29 Kilometer und Monza  18 Kilometer entfernt. Auch die Städte Como (36 Kilometer) und Bergamo (33 Kilometer) sind schnell zu erreichen.
Die Nachbargemeinden sind Carnate (MB), Cernusco Lombardone, Lomagna, Merate, Missaglia, Montevecchia und Ronco Briantino (MB).

## Bevölkerungsentwicklung

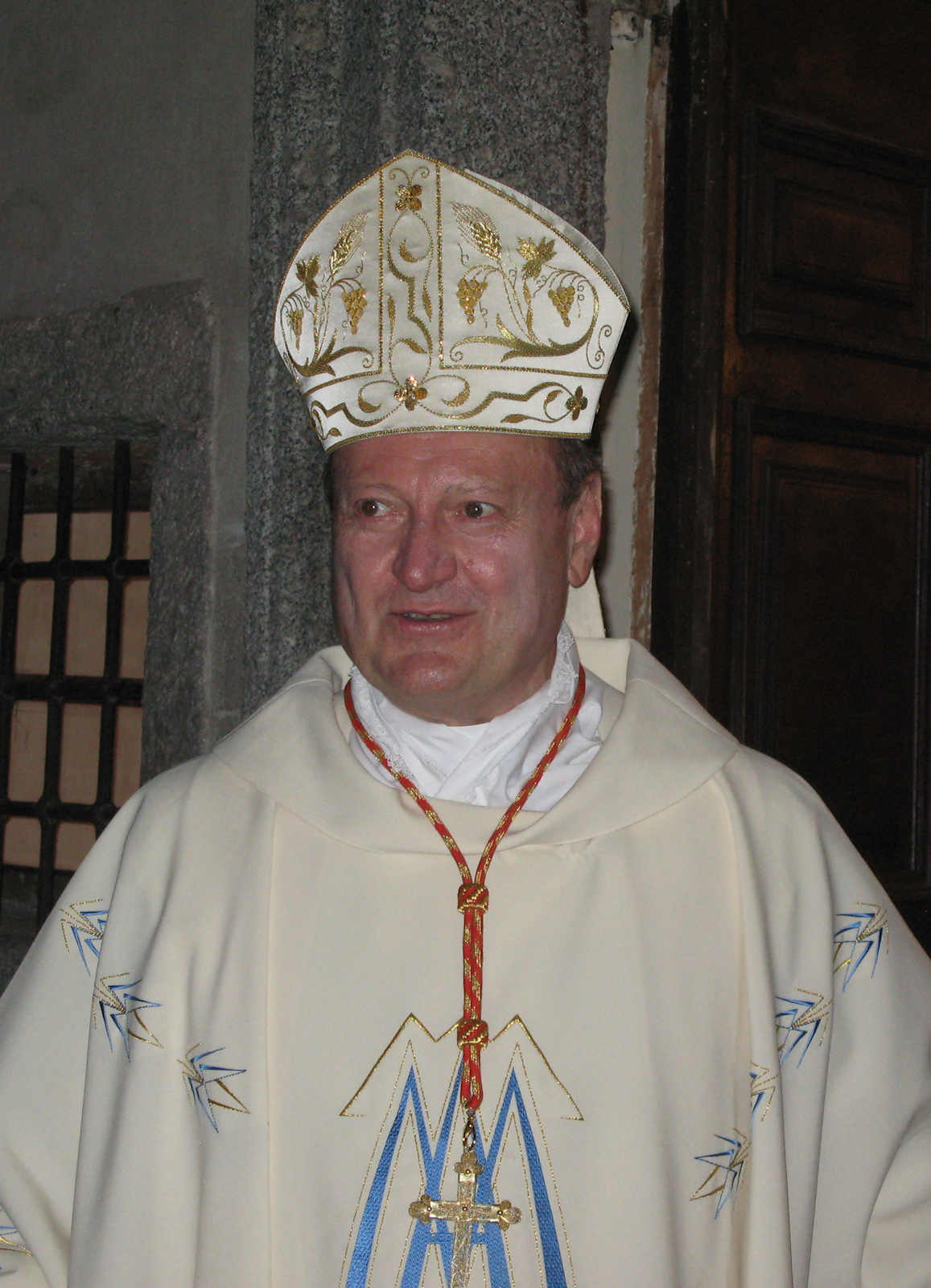
Gianfranco Kardinal Ravasi (2012)

| Bevölkerungsentwicklung | Bevölkerungsentwicklung | Bevölkerungsentwicklung | Bevölkerungsentwicklung | Bevölkerungsentwicklung | Bevölkerungsentwicklung | Bevölkerungsentwicklung | Bevölkerungsentwicklung | Bevölkerungsentwicklung | Bevölkerungsentwicklung | Bevölkerungsentwicklung | Bevölkerungsentwicklung | Bevölkerungsentwicklung | Bevölkerungsentwicklung |
| ----------------------- | ----------------------- | ----------------------- | ----------------------- | ----------------------- | ----------------------- | ----------------------- | ----------------------- | ----------------------- | ----------------------- | ----------------------- | ----------------------- | ----------------------- | ----------------------- |
| Jahr                    | 1861                    | 1871                    | 1881                    | 1911                    | 1931                    | 1951                    | 1961                    | 1971                    | 1981                    | 1991                    | 2001                    | 2011                    | 2022                    |
| Einwohner               | 1687                    | 1878                    | 2088                    | 2870                    | 3151                    | 3359                    | 3255                    | 3520                    | 3768                    | 3755                    | 4357                    | 4807                    | 4734                    |
| Quelle: ISTAT           |                         |                         |                         |                         |                         |                         |                         |                         |                         |                         |                         |                         |                         |

## Sehenswürdigkeiten
- Kirche Santo Stefano. Fest des Ortspatrons Stefanus am 26. Dezember. Am 17. November 1770 begannen die Arbeiten zum Wiederaufbau der Kirche mit der Grundsteinlegung; das von Giulio Galliori entworfene und dank der finanziellen Unterstützung des Grafen Benedetto Arese Lucini errichtete Gebäude wurde 1782 eingeweiht. Gegen Mitte des 19. Jahrhunderts wurde das Gebäude restauriert. Die markante, nach Osten ausgerichtete Fassade der Kirche wird durch ein Gesims mit einem Band in zwei Register geteilt, die beide durch Pilaster gekennzeichnet sind: Das untere zeigt die drei Eingangsportale, während das obere, von zwei Voluten flankiert, ein zentrales Relief aufweist und von einem dreieckigen Giebel gekrönt wird. An die Pfarrkirche angebaut ist der Glockenturm mit quadratischem Grundriss, 36 m hoch und mit fünf Glocken ausgestattet; die Zelle hat auf jeder Seite ein einbogiges Fenster und wird von der auf dem Tambour ruhenden Kuppel bedeckt. Das Innere des Gebäudes besteht aus einem einzigen Schiff, das von vier Seitenkapellen und ebenso vielen Nischen überragt wird; am Ende der Halle befindet sich das Presbyterium, das aus zwei Jochen besteht und von einer halbrunden Apsis abgeschlossen wird. Hier werden mehrere wertvolle Werke aufbewahrt, darunter das Altarbild mit der Madonna und dem Kind mit den Heiligen Rocco und Severino, die 1605 von Ortensio Crespi gemalte Leinwand mit den Wundmalen des Heiligen Franziskus, die Skulpturengruppe des toten Christus mit der Schmerzensmutter und das Gemälde mit der Kreuzabnahme von Ippolito Scarsella.[2]
- Wallfahrtskirche Beata Vergine di Loreto im Ortschaft Cappelletta.[3]
- Villa Arese Lucini beherbergte den Dichter Ugo Foscolo, der für die Gräfin die Ode All’amica risanata schrieb, und später den Schriftsteller Alessandro Manzoni während seiner Studienzeit in Merate. Die Villa wurde im 17. Jahrhundert im Auftrag von Giulio Lucini von der Familie Richini erbaut,[9] der einen Barockpalast errichtete, in den ein Vorgängerbau aus dem 16. Jahrhundert integriert wurde, der 1590 von Francesco Lucini gekauft worden war und früher den Sfondrati gehörte. Die Villa, in deren Inneren ein Saal aus dem 17. Jahrhundert erhalten ist, wurde im 19. Jahrhundert umgebaut. Die Fassade im neoklassizistischen Stil wurde von Marco Casati zwischen 1841 und 1847 erbaut. Im Inneren der Villa befindet sich ein Schlafzimmer, das im 18. Jahrhundert als kleines Theater eingerichtet und von Giovan Battista Sassi dekoriert wurde. Die Kapelle der Villa, die seit 1652 der Öffentlichkeit zugänglich ist, beherbergt eine von Johann Christoph Storer gemalte Passion und eine von Meistern der Carracci-Schule gemalte Kreuzabnahme.[4]
- Villa D’Agostino-Ambrosini-Spinella, Standort eines deutschen Gefechtsstandes während der Italienischen Sozialrepublik, wird dem Architekten Ulisse Stacchini zugeschrieben, der auch die Mailänder Bahnhof Milano Centrale und das Stadio Giuseppe Meazza entworfen hat. Ebenso zugänglich ist der Park der Villa, in dem in den Sommermonaten Theater- und Filmfestivals stattfinden.
- Villa Crippa beherbergte Carlo Passeroni (einen Freund von Giuseppe Parini) während der Dreharbeiten zur Oper Cicerone.
- Villa Galimberti.[5]

## Persönlichkeiten
- Giovanni Antonio da Osnago (* um 1470 in Osnago; † nach 1514 ebenda ?), Bildhauer in Genua, Mitarbeiter von Pace Gaggini und Alessandro della Scala[6]
- Francesco Mandelli, Rundfunk und Fernsehen Leiter
- Gianfranco Ravasi (* 1942), Kardinal
- Alberto Casiraghi, Verfasser
- Antonietta Fagnani Arese, Adelige, Freundin von Ugo Foscolo
- Alessandro Manzoni (1785–1873), Schriftsteller und Dichter